# Tomba del Granduca
La Tomba del Granduca è una delle tombe etrusche conosciute a Chiusi. Deve il suo nome al fatto di essere situata vicino al podere che fu di proprietà della Reale Corona Granducale di Toscana, nella necropoli di Poggio Renzo.
Si tratta di una sola camera sepolcrale, composta da blocchi di travertino murati a secco (anche sulla volta), con una panca che corre lungo tutto il perimetro e dove si trovano appoggiate sette urne cinerarie, con i nomi dei defunti incisi sui coperchi, tutti appartenenti alla famiglia Pulfna peris.
La datazione è più tarda rispetto ad altre tombe di Chiusi, risale infatti al II secolo a.C.